# Dielheim
Dielheim ist eine Gemeinde im Rhein-Neckar-Kreis in Baden-Württemberg.

## Geografie

### Geografische Lage
Dielheim gehört zur Metropolregion Rhein-Neckar und liegt am westlichen Rande des Kraichgaus und am Rande der oberrheinischen Tiefebene. Nach Süden hin wird Dielheim durch die bewaldeten Hänge des Wallenbergs begrenzt, der mit seinen 247,8 m ü. NN die höchste Erhebung auf Dielheimer Gemarkung darstellt. Durch den Ortskern von Dielheim, sowie die Ortskerne der Gemeindeteile Horrenberg und Balzfeld fließt der Leimbach von östlicher nach westlicher Richtung, der in Balzfeld entspringt. Die nächstgelegenen größeren Städte sind Wiesloch (4 km), Heidelberg (20 km) und Sinsheim (15 km).

### Gemeindegliederung
Zur Gemeinde Dielheim gehören Dielheim (5.958 Einwohner am 31. Dezember 2022) sowie die Ortsteile Horrenberg (1.836 Einwohner), Balzfeld (1.114 Einwohner) und die Weiler Oberhof (34 Einwohner) und Unterhof (298 Einwohner).
Die räumlichen Grenzen des Ortsteils Dielheim sind identisch mit der früheren Gemeinde Dielheim, die restlichen Ortsteile liegen im Gebiet der ehemaligen Gemeinde Horrenberg. Seit Abschaffung der unechten Teilortswahl wurden die früheren Wohnbezirke abgeschafft.
Im Gemeindegebiet liegt die nur 860 genannte, abgegangene Ortschaft Hildebrandeshusen, die nicht sicher in einer der beiden ehemaligen Gemeinden lokalisiert werden kann.

### Nachbargemeinden
Folgende Gemeinden grenzen an die Gemarkung Dielheim, sie werden im Uhrzeigersinn beginnend im Norden genannt: Wiesloch, Meckesheim, Zuzenhausen, Sinsheim, Mühlhausen und Rauenberg.

## Geschichte

Dielheims Wappen bis 1985

### Dielheim
Dielheim wurde 767 anlässlich einer Schenkung an das Kloster Lorsch im Lorscher Codex als „Diwelenheim“ erstmals urkundlich erwähnt. 1272 kaufte das Hochstift Speyer die Hälfte des Ortes. Daneben hatten Adelsfamilien wie die von Sickingen, von Rosenberg (Erbauer der abgegangenen Burg Dielheim), von Menzingen, von Neipperg und von Gemmingen Besitz und Rechte in Dielheim bis Speyer 1512 den Ort ganz erwarb. Im Dreißigjährigen Krieg und im Pfälzischen Erbfolgekrieg wurde Dielheim zerstört. Im Reichsdeputationshauptschluss 1803 wurde Speyer säkularisiert und Dielheim wurde badisch. Am 1. März 1972 wurde Horrenberg mit den Ortsteilen Balzfeld sowie Ober- und Unterhof eingemeindet.

Horrenbergs Wappen bis 1972

| Jahr      | 1530 | 1818 | 1852 | 1905 | 1961 | 2007 | 2008 | 2010 | 2017 | 2018 | 2022 |
| --------- | ---- | ---- | ---- | ---- | ---- | ---- | ---- | ---- | ---- | ---- | ---- |
| Einwohner | 330  | 792  | 1227 | 1799 | 3494 | 5799 | 5797 | 5776 | 5892 | 5888 | 5938 |

### Horrenberg
Horrenberg liegt an einer alten Römerstraße. Im Mittelalter führte die Reichsstraße von Speyer über Wimpfen nach Nürnberg. Um 1220 wurde zum Schutz der Straße eine Turmburg, die abgegangene Burg Horrenberg, gebaut, um die herum eine kleine Siedlung entstand. 1272 wird Horrenberg erstmals eindeutig in einer Urkunde genannt, aus der hervorgeht, dass Bischof Heinrich von Speyer die Burg mit privaten Mitteln für das Hochstift Speyer erwarb. Von 1462 bis 1498 musste Speyer Horrenberg an die Kurpfalz abtreten. Im Dreißigjährigen Krieg wurde der Ort zerstört und fiel 1803 an Baden. 1932 wurden Ober- und Unterhof eingemeindet.
| Jahr      | 1530 | 1818 | 1852 | 1905 | 1961 | 2007 | 2008 | 2010 | 2017 | 2018 | 2022 |
| --------- | ---- | ---- | ---- | ---- | ---- | ---- | ---- | ---- | ---- | ---- | ---- |
| Einwohner | 86   | 334  | 419  | 528  | 848  | 1788 | 1778 | 1762 | 1771 | 1836 | 1836 |

### Balzfeld
Balzfeld wurde vermutlich bereits um 1000 gegründet, gehörte aber seit dem Mittelalter zu dem jüngeren Horrenberg und teilte dessen Geschichte. 1306 wurde Balzfeld als „Balgesuelt“ erstmals urkundlich erwähnt. Im Gegensatz zur politischen Abhängigkeit war kirchlich Balzfeld der Hauptort und Horrenberg die Filiale. Von 1705 bis 1966 gab es insgesamt sieben Versuche der Balzfelder, politisch unabhängig zu werden, die alle scheiterten.

Unterhofs Wappen bis 1932

| Jahr      | 1530 | 1818 | 1852 | 1905 | 1961 | 2007 | 2008 | 2010 | 2017 | 2018 | 2022 |
| --------- | ---- | ---- | ---- | ---- | ---- | ---- | ---- | ---- | ---- | ---- | ---- |
| Einwohner | 71   | 211  | 382  | 431  | 598  | 1014 | 1012 | 1023 | 999  | 1027 | 1114 |

### Unterhof
Unterhof wurde 1341 als „inferiori curia“ erstmals urkundlich erwähnt. Der Ort bestand jahrhundertelang aus drei Höfen. Bis zum Übergang an Baden gehörte er durchgängig zum Hochstift Speyer. Im 19. Jahrhundert erhielt er einen eigenen Stabhalter und wurde schließlich 1932 zu Horrenberg eingemeindet.

Oberhofs Wappen bis 1932

| Jahr      | 1530 | 1818 | 1852 | 1905 | 1961 | 2007 | 2008 | 2010 | 2017 | 2018 | 2022 |
| --------- | ---- | ---- | ---- | ---- | ---- | ---- | ---- | ---- | ---- | ---- | ---- |
| Einwohner | 6    | 54   | 79   | 98   | 155  | 313  | 311  | 315  | 300  | 291  | 298  |

### Oberhof
Oberhof, heute der kleinste Ortsteil von Dielheim, wurde 1341 als „superiore curia“ erstmals urkundlich erwähnt. Der Ort teilt die Geschichte Unterhofs und war bis in das 19. Jahrhundert wegen der fruchtbaren Böden größer als die Nachbargemeinde. Dann wirkte sich die etwas abgelegene Lage ungünstiger aus und Oberhof wurde an Einwohnerzahl überflügelt. 1932 erfolgte die Eingemeindung zu Horrenberg.
| Jahr      | 1530 | 1818 | 1852 | 1905 | 1961 | 2007 | 2008 | 2010 | 2017 | 2018 | 2022 |
| --------- | ---- | ---- | ---- | ---- | ---- | ---- | ---- | ---- | ---- | ---- | ---- |
| Einwohner | 19   | 77   | 60   | 69   | 64   | 39   | 38   | 40   | 33   | 30   | 34   |

### Einwohnerentwicklung
Hier wird die Einwohnerentwicklung auf dem Gebiet der heutigen Gemeinde Dielheim angegeben.
| Jahr      | 1530 | 1818 | 1852 | 1905 | 1961 | 1970 | 1991 | 1995 | 2004 | 2010 | 2015 | 2020 | 2022 |
| --------- | ---- | ---- | ---- | ---- | ---- | ---- | ---- | ---- | ---- | ---- | ---- | ---- | ---- |
| Einwohner | 612  | 1468 | 2167 | 2925 | 5159 | 6141 | 7854 | 8146 | 9027 | 8902 | 8853 | 9078 | 9240 |

## Religionen
Entsprechend der jahrhundertelangen Zugehörigkeit zum Hochstift Speyer war die Bevölkerung früher fast ausschließlich katholisch. In der jüngeren Vergangenheit gab es deutliche Verschiebungen in der Verteilung der Religionszugehörigkeit. 2018 waren 53,0 Prozent der Einwohner katholisch (2007: 76 Prozent) und 15,9 Prozent evangelisch (2007: 16 Prozent). Die übrigen gehörten einer anderen Religion an oder waren konfessionslos.

## Politik

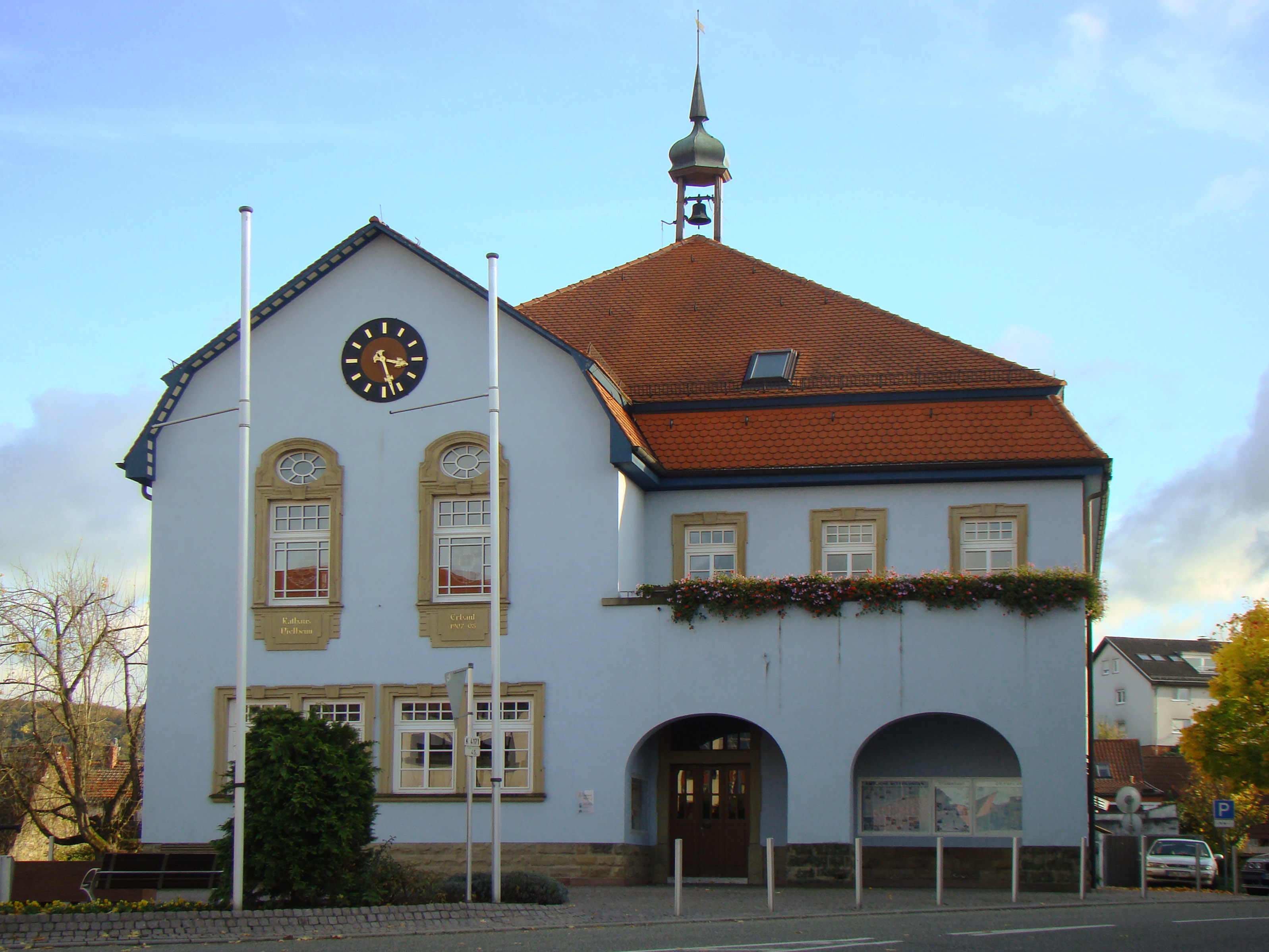
Das Rathaus in Dielheim

### Gemeinderat
Der Gemeinderat hat 18 ehrenamtliche Mitglieder, die für fünf Jahre gewählt werden. Hinzu kommt der Bürgermeister als stimmberechtigter Gemeinderatsvorsitzender.
Die Kommunalwahl 2024 führte zu folgendem Ergebnis (in Klammern: Unterschied zu 2019):
| Gemeinderat 2024               | Gemeinderat 2024 | Gemeinderat 2024 | Gemeinderat 2024 | Gemeinderat 2024 |
| Partei / Liste                 | Stimmenanteil    | Sitze            |                  |                  |
| ------------------------------ | ---------------- | ---------------- | ---------------- | ---------------- |
| CDU                            | 45,4 % (−0,5)    | 8 (±0)           |                  |                  |
| BürgerInnen                    | 29,2 % (+2,4)    | 5 (±0)           |                  |                  |
| SPD                            | 19,8 % (−7,6)    | 5 (−1)           |                  |                  |
| FDP                            | 5,7 % (+5,7)     | 1 (+1)           |                  |                  |
| Wahlbeteiligung: 69,1 % (+2,6) |                  |                  |                  |                  |

Außerdem gibt es für Horrenberg (mit Balzfeld, Unterhof und Oberhof) einen Ortschaftsrat und einen Ortsvorsteher (Harald Seib) als dessen Vorsitzendem.

### Bürgermeister
Der Bürgermeister wird alle acht Jahre direkt gewählt.
- 1948–1978: Erhard Greulich
- 1978–2002: Bruno Gärtner
- 2002–2017: Hans-Dieter Weis
- seit 2017: Thomas Glasbrenner

### Wappen

Wappen von Dielheim ab 1985/86

Die Blasonierung des Wappens lautet: In Blau ein durchgehendes, geschliffenes silbernes Kreuz, bewinkelt von vier silbernen Sternen und zentral belegt mit einem silbernen Herzschild, worin der schwarze lateinische Großbuchstabe D.
Das Wappen setzt sich zusammen aus den beiden alten Wappen von Dielheim und Horrenberg. Beide enthielten das in Blau liegende silberne Kreuz, das dem Hochstift Speyer entstammt. Die aktuelle Flagge ist Weiß-Blau und wurde zusammen mit dem Wappen 1985 vom Landratsamt Rhein-Neckar-Kreis genehmigt.

### Gemeindepartnerschaften
Dielheim pflegt seit 1985 eine Partnerschaft mit dem französischen Saint-Nicolas-de-Port, in der Nähe von Nancy gelegen, in Lothringen und seit 1995 mit der ungarischen Stadt Lengyeltóti im Komitat Somogy unweit des Balatons.

## Kultur und Sehenswürdigkeiten

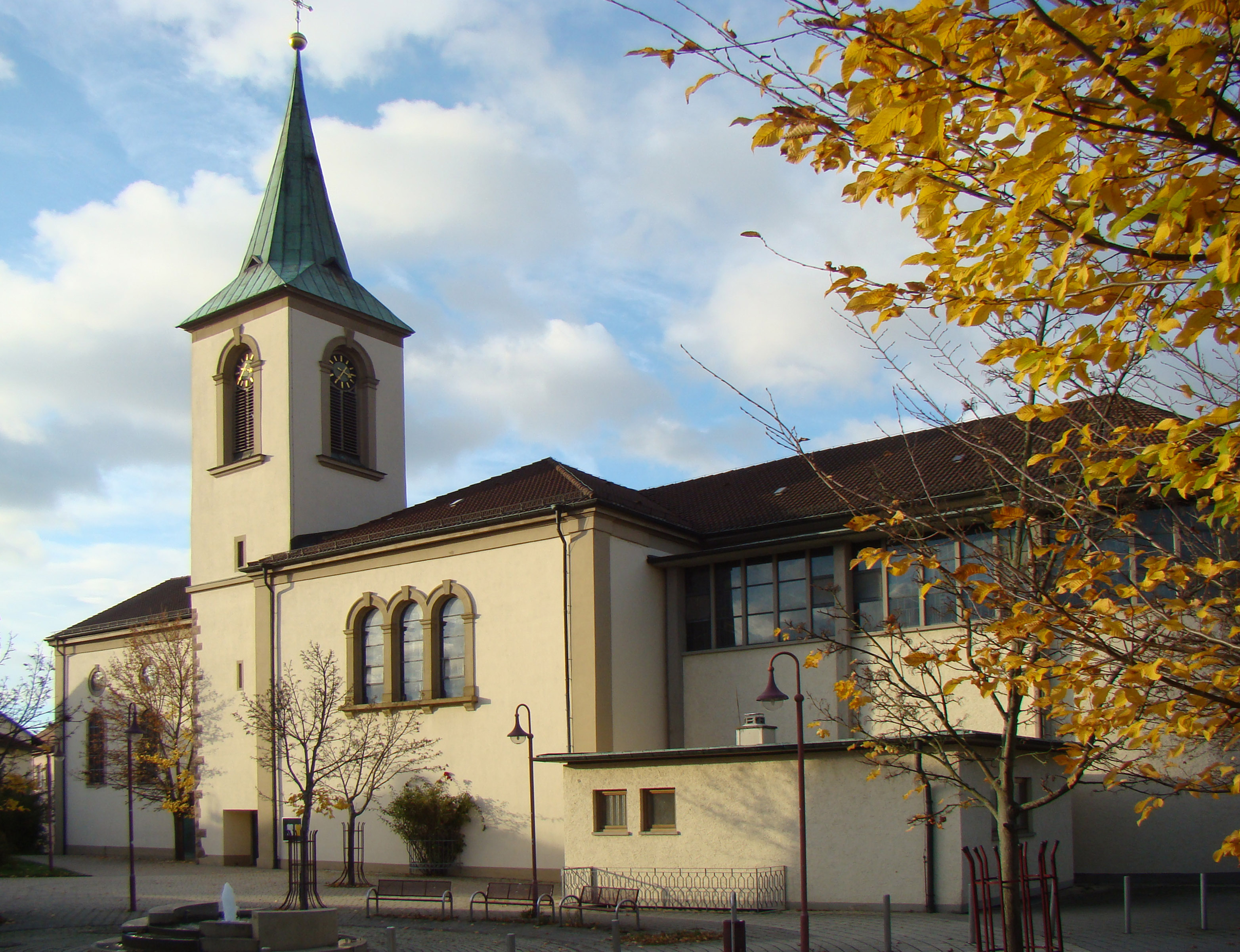
Katholische Kirche St. Cyriak in Dielheim
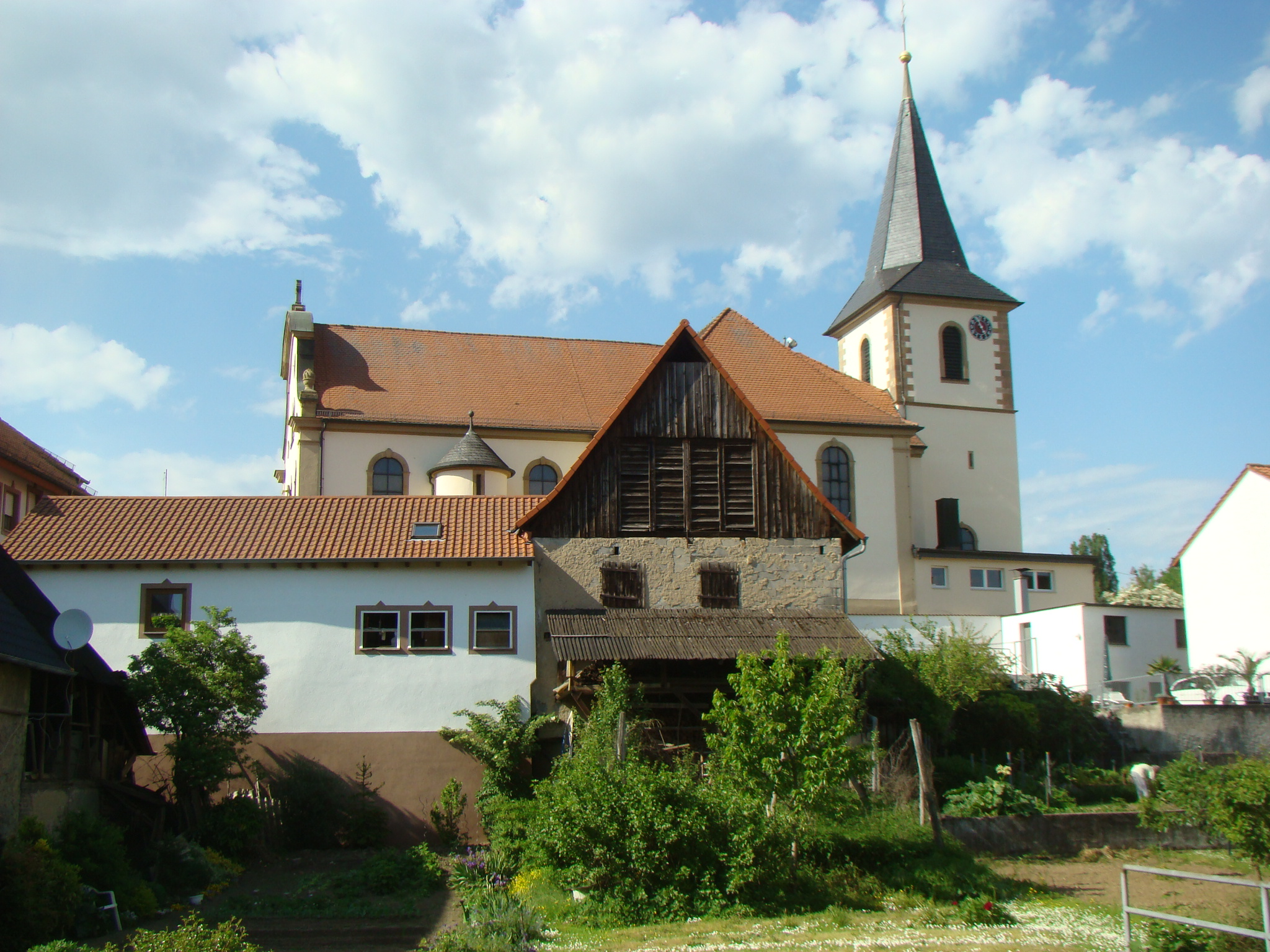
Katholische Kirche in Balzfeld
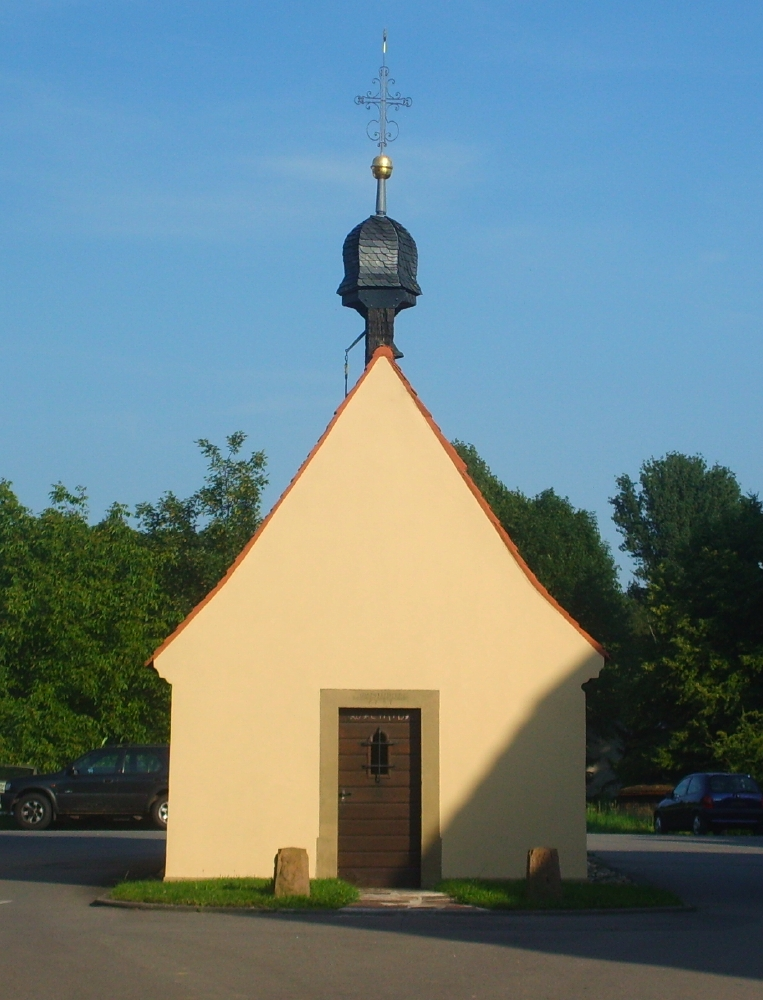
Kapelle im Oberhof (1787)

### Regelmäßige Veranstaltungen
- Dielheimer Frühling am 30. April
- Dielheimer Herbst (kulturelle Veranstaltungsreihe im September)
- Dielheimer Kerwe (letztes Septemberwochenende)
- Balzfelder „Geeleriewe“-Kerwe (November)
- Weihnachtsmärkte in Dielheim, Horrenberg, Unterhof (Adventszeit)
- Pfingstturnier der Reiterfreunde Horrenberg-Balzfeld e. V.

## Sport

### Karate
Das Dielheimer Nachwuchsleistungszentrum „Rhein-Neckar-Knights“ ist gleichzeitig der Dielheimer Karateclub.
Überregionale Bekanntheit erreichten die Rhein-Neckar-Knights allen voran durch Erfolge von Muhammed Özdemir. Dieser feierte als Athlet des Vereins große Erfolge, unter anderem der Gewinn der Jugendeuropameisterschaft im Jahr 2019 sowie die Deutsche Meisterschaft bei den Senioren.

### Fußball
Der größte Fußballverein der Gemeinde ist die SG Dielheim.
Der größte Erfolg der ersten Herrenmannschaft war dabei die Teilnahme an der 1. Hauptrunde des DFB-Pokals 1976/77. Aktuell spielt die SG Dielheim in der Landesliga Rhein-Neckar und konnte 2023 den Kreispokal Heidelberg gewinnen. Der Verein bietet mehrmals pro Woche Trainingseinheiten an.

## Wirtschaft und Infrastruktur

### Verkehr
Südlich von Dielheim verläuft die A 6. Durch Dielheim und Horrenberg führt die L 612. In die umliegenden Orte führt eine Buslinie. Dielheim gehört zum Tarifgebiet des Verkehrsverbunds Rhein-Neckar.
Historisch ist die Bahnstrecke Wiesloch–Meckesheim über Dielheim beachtenswert, die am 14. Mai 1901 eröffnet wurde und deren Personen- 1980 und Güterverkehr 1990 stillgelegt wurde.

### Bildung

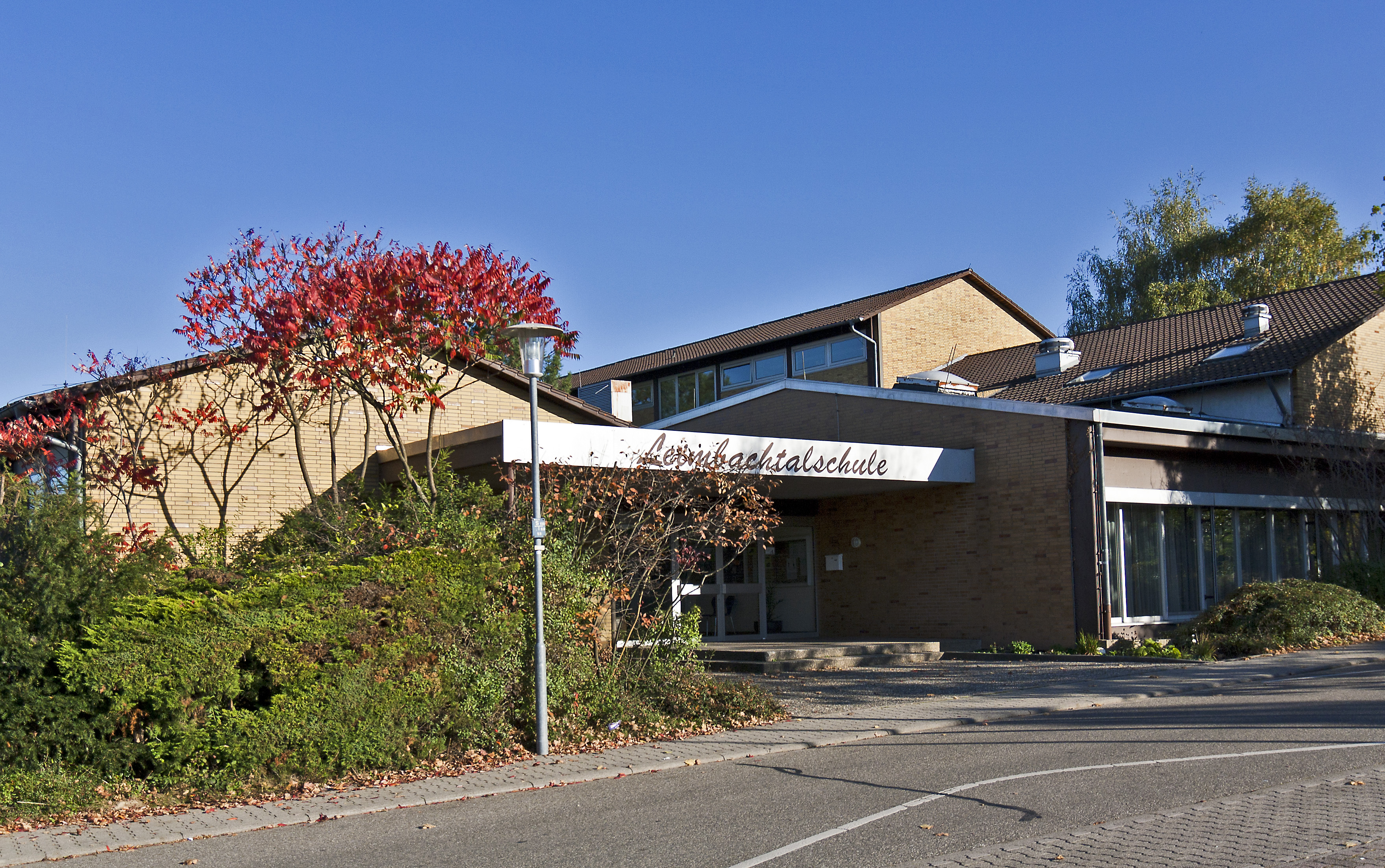
Die Leimbachtalschule in Dielheim

Die Leimbachtalschule in Dielheim ist eine Grund- und Gemeinschaftsschule mit mittlerem Bildungsabschluss. Weitere Schulen gibt es im nahen Wiesloch und in Horrenberg (Grundschule). Die katholische Pfarrei unterhält eine öffentliche Bücherei.
Die Musikschule Horrenberg-Dielheim gGmbh unterrichtet in zahlreichen Fächern Kinder, Jugendliche und Erwachsene.
Die Volkshochschule Südliche Bergstraße bietet in vielen Bereichen Kurse an.

### Öffentliche Einrichtungen
Im Ortsteil Unterhof befindet sich das Alten- und Pflegeheim Schönblick.
Die Gemeinde Dielheim ist Träger von insgesamt sechs Kindertagesstätten.
Der SportPark Dielheim bei der Leimbachhalle wurde mit Unterstützung der Hopp-Stiftung erstellt und ist Vorbild für zahlreiche Alla-Hopp-Anlagen im Raum Heidelberg.

## Persönlichkeiten

### Ehrenbürger
Dielheim hat folgende Ehrenbürgerwürden verliehen:
- 1964: Martin Walter (1896–1987) war jahrzehntelang Pfarrer in Dielheim.
- 1978: Erhard Greulich (1914–1994) war 30 Jahre Bürgermeister von Dielheim.
- 1978: Hugo Epp (1913–1999) war 30 Jahre Bürgermeister bzw. nach der Eingemeindung Ortsvorsteher von Horrenberg.
- 1979: Ludwig Englert (1914–1982) war 30 Jahre Pfarrer in Balzfeld-Horrenberg.
- 1998: Kurt Laier (1922–2011) war von 1945 bis 1985 Ratschreiber bei der Gemeinde Dielheim.
- 2002: Bruno Gärtner, Träger des Bundesverdienstkreuzes, war von 1978 bis 2002 Bürgermeister von Dielheim.
- 2010: Melitta Grün, Trägerin des Bundesverdienstkreuzes, war von 1975 bis 2009 Gemeinderätin, davon 15 Jahre ehrenamtliche stellvertretende Bürgermeisterin.
- 2016: Heribert Leider(1941–2019) war seit 1990 Pfarrer in Dielheim

### Söhne und Töchter der Gemeinde
- Anton Ottmann (* 1945), Schriftsteller und Journalist
- Udo Hanke (* 1947), Sportwissenschaftler und Hochschullehrer
- Jürgen Beyerer (* 1961), Professor am Karlsruher Institut für Technologie, geschäftsführender Leiter des Fraunhofer-Instituts für Optronik, Systemtechnik und Bildauswertung
- Calvin Hollywood (* 1976), deutscher Fotograf und Unternehmer
- Steffi Laier (* 1985), mehrfache Weltmeisterin im Frauen-Motocross, Werksfahrerin im Team von KTM